# 12. Szaturnusz-gála
A 12. Szaturnusz-gála az 1984-es év legjobb filmes és televíziós sci-fi, horror és fantasy alakításait értékelte. A díjátadót 1985. június 9-én tartották Kaliforniában.

## Győztesek és jelöltek
Forrás:

### Film
| Legjobb sci-fi film | Legjobb fantasyfilm |
| --- | --- |
| - Terminátor – A halálosztó - 2010 – A kapcsolat éve - Dűne - Csillagember - Star Trek III: Spock nyomában | - Szellemirtók - Tarzan, a majmok ura - Indiana Jones és a végzet temploma - Végtelen történet - Csobbanás |
| Legjobb horrorfilm | Legjobb fiatal színész |
| - Szörnyecskék - Creature - Az álomküzdők - Tűzgyújtó - Rémálom az Elm utcában | - Noah Hathaway – Végtelen történet (Atreyu) - Drew Barrymore – Tűzgyújtó (Charlie McGee) - Corey Feldman – Szörnyecskék (Pete Fountaine) - Jsu Garcia – Rémálom az Elm utcában (Rod Lane( - Jonathan Ke Quan – Indiana Jones és a végzet temploma (Picúr)               |
| Legjobb férfi főszereplő | Legjobb női főszereplő |
| - Jeff Bridges – Csillagember (Starman) - George Burns – Uramisten, ez az ördög! (Isten / Harry O. Tophet) - Harrison Ford – Indiana Jones és a végzet temploma (Indiana Jones) - Arnold Schwarzenegger – Terminátor – A halálosztó (Terminátor) - William Shatner – Star Trek III: Spock nyomában (James T. Kirk) | - Daryl Hannah – Csobbanás (Madison) - Karen Allen – Csillagember (Jenny Hayden) - Nancy Allen – Az idő pallosa - A Philadelphia kísérlet (Allison Hayes) - Linda Hamilton – Terminátor – A halálosztó (Sarah Connor) - Helen Slater – Supergirl (Supergirl / Linda Lee) |
| Legjobb férfi mellékszereplő | Legjobb női mellékszereplő |
| - Tracey Walter – Segítő kezek (Miller) - John Candy – Csobbanás (Freddie Bauer) - John Lithgow – Nyomul a nyolcadik dimenzió (Lord John Whorfin / Dr. Emilio Lizardo) - Dick Miller – Szörnyecskék (Murray Futterman) - Robert Preston – Az utolsó csillagharcos (Centauri)                                       | - Polly Holliday – Szörnyecskék (Ruby Deagle) - Kirstie Alley – Gyilkos robotok (Jackie Rogers) - Judith Anderson – Star Trek III: Spock nyomában (T'Lar papnője) - Grace Jones – Conan, a pusztító (Zula) - Mary Woronov – Az üstökös éjszakája (Audrey White)          |
| Legjobb rendező | Legjobb forgatókönyv |
| - Joe Dante – Szörnyecskék - James Cameron – Terminátor – A halálosztó - Ron Howard – Csobbanás - Leonard Nimoy – Star Trek III: Spock nyomában - Steven Spielberg – Indiana Jones és a végzet temploma | - James Cameron, Gale Anne Hurd – Terminátor – A halálosztó - Earl Mac Rauch – Nyomul a nyolcadik dimenzió - Chris Columbus – Szörnyecskék - Willard Huyck, Gloria Katz – Indiana Jones és a végzet temploma - Alex Cox – Segítő kezek                                   |
| Legjobb filmzene | Legjobb jelmez |
| - Jerry Goldsmith – Szörnyecskék - Ralph Burns – Muppet-show New Yorkban - Giorgio Moroder, Klaus Doldinger – Végtelen történet - Michel Colombier – Bíboreső - Brad Fiedel – Terminátor – A halálosztó | - Bob Ringwood – Dűne - Patricia Norris – 2010 – A kapcsolat éve - John Mollo – Tarzan, a majmok ura - Anthony Powell – Indiana Jones és a végzet temploma - Robert Fletcher – Star Trek III: Spock nyomában                                                             |
| Legjobb smink | Legjobb különleges effektek |
| - Stan Winston – Terminátor – A halálosztó - Giannetto De Rossi – Dűne - Greg LaCava – Szörnyecskék - Tom Smith – Indiana Jones és a végzet temploma - Robert J. Schiffer – Csobbanás | - Chris Walas – Szörnyecskék - Richard Edlund – 2010 – A kapcsolat éve - Lawrence E. Benson – Creature - Barry Nolan – Dűne - Ralph Winter – Star Trek III: Spock nyomában                                                                                               |

### Különdíj
- The George Pal Memorial Award - Douglas Trumbull
- The President's Memorial Award - Jack Arnold

## Fordítás
- Ez a szócikk részben vagy egészben  a(z)   12th Saturn Awards című angol Wikipédia-szócikk fordításán alapul.  Az eredeti cikk szerkesztőit annak laptörténete sorolja fel. Ez a jelzés csupán a megfogalmazás eredetét és a szerzői jogokat jelzi, nem szolgál a cikkben szereplő információk forrásmegjelöléseként.